# 나라시
나라시(일본어: 奈良市 나라시[*])는 일본 나라현 북부에 있는 시이며, 나라현의 현청 소재지이다. 중핵시로 지정되어 있다.
나라는 8세기에 헤이조쿄(平城京)가 자리 잡았던 고도이다. 나라현의 정치, 경제, 문화 중심지인 동시에 "고대 나라의 역사기념물"로 유네스코 세계유산에 지정된 역사 도시이고, 나라시를 방문하는 연간 관광객은 약 1,300만 명에 달한다. 또한 오사카의 위성 도시이기도 하며 시 서부 지역에 주택 단지가 조성되고 있다. 

## 지리
나라 시대에 헤이조쿄가 세워졌던 고대 일본의 수도이며, 실크로드의 종착점으로 덴표 문화를 꽃피웠던 땅으로 알려져 있다. 현재의 나라시는 나라현의 북부 일대를 차지한 도시로 나라 분지의 북단에 해당한다. 북쪽은 고대에 나라야마(平城山)로 불렸던 구릉 지대로 교토부와 접하는데, 나라야마를 넘어서 야마시로국과 이어지는 나라자카(奈良坂)는 예로부터 일본의 주요 교통로 중 하나였다. 도시는 남북으로 22.22km, 동서로 33.51km에 걸쳐 뻗어 있어 남북보다는 동서로 조금 더 넓다. 동부의 산간지, 문화재를 많이 보유하고 국제적인 관광문화도시의 면모를 갖춘 중동부 시가지 일대, 오사카의 위성도시로 택지 개발이 이루어진 서부 등 내부에서도 여러 가지 면모를 가지고 있어 같은 나라시 안에서도 거리 분위기나 주민들의 의식은 차이가 있다. 2005년 4월 1일의 행정구역 합병으로 쓰게촌과 쓰키가세촌을 편입해 현재의 경계는 동쪽으로 야마토 고원, 미에현과도 접하며 해발 300m에서 600m에 이르는 고지가 이어진다. 총 면적은 276.84km2이다.
고대 헤이조궁 부지의 동쪽에 지금의 나라시가 있으며 나라현청, 나라시청과 같은 행정 기관들은 헤이조쿄의 니조 대로(二条大路), 주요 은행들의 지점은 산조 대로(三条大路)에 해당하는 지점에 있으며 두 거리 모두 동서 방향을 관통한다. 도시에서 가장 높은 지점은 가이가히라산으로 해발 822m이고 가장 낮은 지점은 이케다정으로 해발 56.4m이다.
주요 지명은 다음과 같다.
- 강: 사호강(佐保川) 도미오강(일본어판)(富雄川), 야마토강(大和川), 기즈강(木津川)
- 분지: 야마토 분지(奈良盆地)
- 고지: 야마토 고원(大和高原)

### 기후
세토 내해식 기후와 대륙성 기후의 특성을 모두 가지고 있다.
| 나라시의 기후                                                | 나라시의 기후 | 나라시의 기후 | 나라시의 기후 | 나라시의 기후 | 나라시의 기후 | 나라시의 기후 | 나라시의 기후 | 나라시의 기후 | 나라시의 기후 | 나라시의 기후 | 나라시의 기후 | 나라시의 기후 | 나라시의 기후   |
| 월                                                           | 1월           | 2월           | 3월           | 4월           | 5월           | 6월           | 7월           | 8월           | 9월           | 10월          | 11월          | 12월          | 연간            |
| ------------------------------------------------------------ | ------------- | ------------- | ------------- | ------------- | ------------- | ------------- | ------------- | ------------- | ------------- | ------------- | ------------- | ------------- | --------------- |
| 역대 최고 기온 °C (°F)                                       | 18.9 (66.0)   | 23.9 (75.0)   | 26.4 (79.5)   | 30.5 (86.9)   | 33.6 (92.5)   | 36.5 (97.7)   | 38.1 (100.6)  | 39.3 (102.7)  | 36.9 (98.4)   | 32.0 (89.6)   | 26.8 (80.2)   | 24.9 (76.8)   | 39.3 (102.7)    |
| 일평균 최고 기온 °C (°F)                                     | 9.0 (48.2)    | 10.0 (50.0)   | 14.0 (57.2)   | 20.0 (68.0)   | 24.7 (76.5)   | 27.4 (81.3)   | 31.3 (88.3)   | 33.0 (91.4)   | 28.5 (83.3)   | 22.6 (72.7)   | 16.8 (62.2)   | 11.4 (52.5)   | 20.7 (69.3)     |
| 일일 평균 기온 °C (°F)                                       | 4.2 (39.6)    | 4.7 (40.5)    | 8.0 (46.4)    | 13.5 (56.3)   | 18.5 (65.3)   | 22.2 (72.0)   | 26.2 (79.2)   | 27.3 (81.1)   | 23.2 (73.8)   | 17.2 (63.0)   | 11.4 (52.5)   | 6.4 (43.5)    | 15.2 (59.4)     |
| 일평균 최저 기온 °C (°F)                                     | 0.1 (32.2)    | 0.1 (32.2)    | 2.7 (36.9)    | 7.7 (45.9)    | 13.0 (55.4)   | 17.9 (64.2)   | 22.2 (72.0)   | 23.0 (73.4)   | 19.1 (66.4)   | 12.8 (55.0)   | 6.8 (44.2)    | 2.2 (36.0)    | 10.6 (51.1)     |
| 역대 최저 기온 °C (°F)                                       | −7.0 (19.4)   | −7.8 (18.0)   | −5.0 (23.0)   | −2.4 (27.7)   | 1.4 (34.5)    | 7.3 (45.1)    | 12.2 (54.0)   | 12.8 (55.0)   | 7.7 (45.9)    | 2.3 (36.1)    | −2.6 (27.3)   | −6.6 (20.1)   | −7.8 (18.0)     |
| 평균 강수량 mm (인치)                                        | 52.4 (2.06)   | 63.1 (2.48)   | 105.1 (4.14)  | 98.9 (3.89)   | 138.5 (5.45)  | 184.1 (7.25)  | 173.5 (6.83)  | 127.9 (5.04)  | 159.0 (6.26)  | 134.7 (5.30)  | 71.2 (2.80)   | 56.8 (2.24)   | 1,365.1 (53.74) |
| 평균 강설량 cm (인치)                                        | 1 (0.4)       | 3 (1.2)       | 0 (0)         | 0 (0)         | 0 (0)         | 0 (0)         | 0 (0)         | 0 (0)         | 0 (0)         | 0 (0)         | 0 (0)         | 0 (0)         | 5 (2.0)         |
| 평균 강수일수 (≥ 0.5 mm)                                     | 7.6           | 8.2           | 11.2          | 10.6          | 10.8          | 13.0          | 12.2          | 9.0           | 11.4          | 10.1          | 8.1           | 7.9           | 120.1           |
| 평균 상대 습도 (%)                                           | 70            | 69            | 67            | 65            | 68            | 75            | 76            | 73            | 76            | 77            | 76            | 73            | 72              |
| 평균 월간 일조시간                                           | 115.2         | 116.8         | 156.4         | 179.0         | 189.5         | 136.6         | 158.8         | 204.4         | 152.8         | 152.1         | 135.1         | 124.4         | 1,821.1         |
| 출처: 일본 기상청 (평년값: 1991년~2020년, 극값: 1953년~현재) |               |               |               |               |               |               |               |               |               |               |               |               |                 |

## 인구
2005년에 도시의 추정 인구는 373,189명이었고 인구밀도는 km2당 1,348명이었다. 나라시에는 147,966세대가 살고 있다. 인구가 가장 집중된 곳은 오사카와 연결되는 긴테쓰 연선 지역이다. 등록 외국인 수는 약 3,000명으로 이 중 한국인과 중국인이 각각 1,200명과 800명으로 가장 많은 집단이었다.

## 역사
한국어로 ‘국가’를 의미하는 ‘나라’라는 단어에서 유래했다는 설이 있다. 백제에서 건너온 많은 인맥과 이주자들(구다라노 코니키시 가문의 창시자 포함)과 함께 그들은 일본 문화 발전에 참여했다. 그후 나라는 백제에서 온 이민자들에 의해 설계되고 건설되었다. 우리는 ‘나라’라는 이름이 왕국을 의미하는 백제에서 유래한 도시라고 떠올리게 될 수 있다.
《일본서기(日本書紀)》에는 당시 조정의 관군이 초목을 밟아 울렸다는 데에서 근처 산에 나라산(那羅山)이라는 이름이 붙게 되었고 ‘나라’라는 지명도 여기서 비롯되었다는 설도 있다. 현재 나라의 한자 표기는 ‘奈良’이지만, 고문서에는 ‘那羅’, ‘寧楽’, ‘平城’ 등으로 표기된 경우도 있다(읽는 법은 '나라'로 모두 똑같다).
현재 나라 시가지의 서쪽에는 우와나베 고분(ウワナベ古墳)을 비롯한 5세기의 대형 고분들이 존재하는데, 이들을 묶어 사키 고분군(佐紀古墳群)이라 부른다.
《와묘쇼(和名抄)》에 보이는 야마토국(大和國) 소에가미군(添上郡)의 야마무라노사토(山村郷), 야규노사토(楊生郷), 야지마노사토(八島郷), 오오카노사토(大岡郷), 가스가노사토(春日郷) 및 소에가미군 사키노사토(佐紀郷), 도리가이노사토(鳥貝郷)의 땅이 지금의 나라시에 해당한다. 원래 도시인 헤이조쿄는 당나라의 수도 장안(현 시안시)을 모방한 것이었다.
고대 일본 역사서인 일본서기에 따르면 ‘나라’라는 이름은 일본어로 ‘평탄한 땅’을 의미하는 ‘나라시타’에서 유래되었다고 한다.
지금의 나라시 주변이 일본 역사의 중심지로 등장하게 된 것은 710년에 수도를 후지와라쿄(藤原京)에서 헤이조쿄(平城京)로 옮기면서부터의 일이다. 그 뒤 일부 단기간의 천도 기간을 제외하고 나가오카쿄(長岡京)로 옮기게 되는 784년까지 이 땅은 일본의 중심지였으며, 이 시대를 나라 시대라고 부른다. 나가오카쿄로 천도한 뒤에도 도다이지(東大寺)나 야쿠시지(薬師寺), 고후쿠지(興福寺) 등 사찰 세력들이 이 지역에 퍼져 있었고, 이곳을 가리켜 ‘남쪽의 수도’라는 뜻의 ‘남도(南都)’라고 불렀다.
나라의 사원들은 중세에 이르러서도 고후쿠지가 야마토의 슈고(守護)에도 임명되는 등 광대한 장원을 소유한 세력으로 여전히 맹위를 떨쳤는데, 전란이 격화될수록 영향력은 더욱 커졌고 그래서 몇 번이나 전장이 되어 소실되곤 했다. 헤이안 시대 말기의 다이라노 시게히라(平重衡)에 의한 난토쇼토(南都燒討)와 센고쿠 시대의 도다이지 대불전 전투(東大寺大佛殿の戰い) 등 두 차례에 걸친 대불 소실은 이것을 말해주는 대표적인 사건이라고 할 수 있다. 하지만 무로마치 시대에서 센고쿠 시대에 이르는 동안 주변 율령국 및 인근 영지까지 현지의 야마토 무사단(大和武士團)이 실효지배하게 되면서 불교 세력은 쇠퇴했다.
에도 시대에는 나라부교(奈良奉行)가 설치되어 에도 막부의 직할령이 되었는데, 이 시대의 분위기는 나라마치(奈良町)에서 엿볼 수 있다. 또한 현재 나라시 영역의 남쪽은 쓰번(津藩)의 영지(후루이치마치 부근), 같은 북동부는 야규번(柳生藩)의 영지가 되었다. 제2차 세계 대전 중에도 교토처럼 대규모 공습을 피한 덕분에 많은 문화유산이 살아남을 수 있었다.
현대에는 나라현청의 소재지가 되어 지역의 상업과 행정 중심지로 발전하였다. 나라시는 공식적으로 1898년 2월 1일에 성립되었다. 2022년 7월 8일에는 이 곳에서 선거 유세 연설을 하던 아베 신조 전 일본 내각총리대신이 피살당하는 사건이 일어났다.

## 관광

도다이지

사슴 공원

- 절
  - 도다이지
  - 고후쿠지
  - 간고지
  - 야쿠시지
  - 도쇼다이지

- 신사
  - 가스가타이샤

- 황궁
  - 헤이조궁

- 공원
  - 나라 공원

## 교통

### 철도
- 서일본 여객철도
  - 간사이 본선
    - (← 기즈가와시 기즈역) - 나라야마역 - 나라역 - (야마토코리야마시 고리야마역 →)

  - 사쿠라이선
    - 나라역 - 교바테역 - 오비토케역 - (덴리시 이치노모토역 →)

- 긴키 닛폰 철도
  - 나라선
    - (← 이코마시 히가시이코마역)- 도미오역 - 가쿠엔마에역 - 아야메이케역 - 야마토사이다이지역 - 신오미야역 - 긴테쓰나라역

  - 교토선
    - (← 세이카정 야마다가와역) - 다카노하라역 - 헤이조역 - 야마토사이다이지역

  - 가시하라선
    - 야마토사이다이지역 - 아마가쓰지역 - 니시노쿄역 - (야마토코리야마시 구조역 →)

  - 게이한나선
    - (← 이코마시 갓켄키타이코마역) - 갓켄나라토미가오카역

### 도로
- 게이나와 자동차도(일본어판)
- 국도 제24호선
- 국도 제25호선
- 국도 제169호선
- 국도 제308호선 (일본)(일본어판)
- 국도 제369호선 (일본)(일본어판)
- 국도 제370호선 (일본)(일본어판)
- 나라현도 제1호선

## 자매결연도시
- 일본 후쿠시마현 고리야마시
  - 1971년 8월 5일
- 일본 후쿠이현 오바마시
  - 1971년 11월 7일
- 일본 후쿠오카현 다자이후시
  - 2002년 6월 27일
- 대한민국 경상북도 경주시
  - 1970년 4월 15일
- 스페인 카스티야라만차 지방 톨레도
  - 1972년 9월 11일
- 중화인민공화국 산시성 시안시
  - 1974년 2월 1일
- 프랑스 베르사유
  - 1986년 11월 14일
- 오스트레일리아 캔버라
  - 1993년 10월 26일

## 같이 보기
- 고대 나라의 역사기념물